# Рошгросс, Жорж
Жорж Антуан Рошгросс (фр. Georges-Antoine Rochegrosse; 2 августа 1859, Версаль — 7 ноября 1938, Париж) — французский художник, один из наиболее оригинальных и самобытных живописцев своего поколения.

## Биография

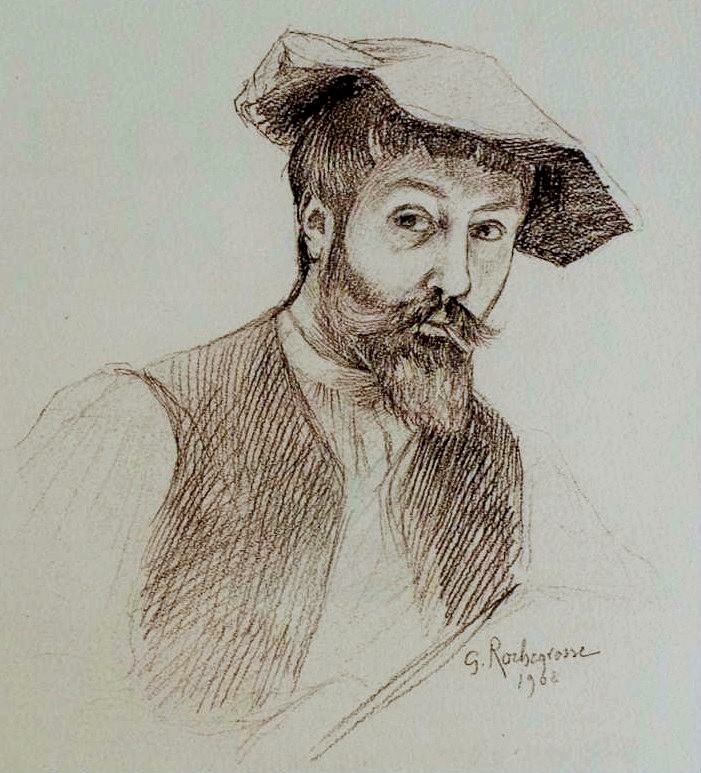
Автопортрет. 1908

Будущий художник родился в Версале, учился в Париже у Жюля Лефевра и Гюстава Буланже. Дебютировал на Парижском салоне в 1882 году с картиной «Император Вителлий на улицах Рима». 
В дальнейшем многократно выставлял свои картины на салоне, получая за них награды и премии. Наиболее известная картина Рошгросса, «Рыцарь цветов», хранится в музее Орсе.
Картина Рошгросса «Перепелиный бой» (1889) была приобретена российским коллекционером Сергеем Михайловичем Третьяковым, младшим братом Павла Третьякова, входила в состав его собрания живописи. Ныне — в фондах ГМИИ имени Пушкина, Москва.
В 1892 году Рошгросс получил офицерскую степень ордена Почётного легиона. Помимо живописи, художник много занимался книжной иллюстрацией, а позднее рисовал и рекламные постеры к начавшим создаваться кинофильмам.
Художник был женат, его супруга Мари Рошгросс скончалась в 1920 году. После этого живописец переехал во Французский Алжир, однако незадолго до смерти вернулся в Париж, где скончался (по другим данным, скончался в Алжире). Был похоронен на парижском Кладбище Монпарнас. 
Некоторое время учеником и помощником Рошгросса в Алжире был Роже Бесьер, в дальнейшем достаточно известный французский художник.
В творчестве Рошгросса причудливым образом сочетались два, казалось бы, несочетаемых начала: характерный для академизма интерес к античности и востоку и новейшие достижения импрессионизма и последующих направлений во всём, что касалось его манеры письма.

## Галерея

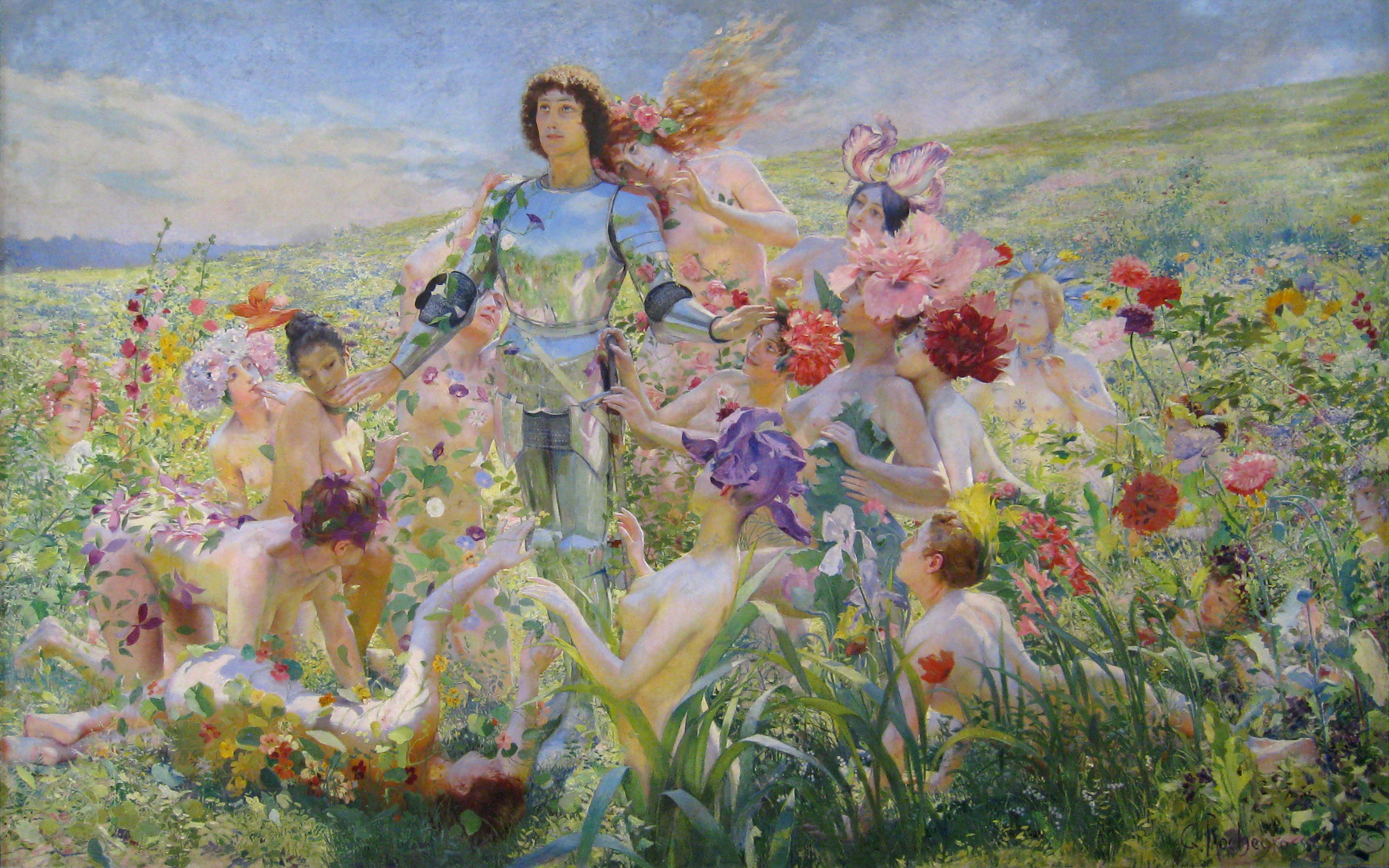
Рыцарь Цветов. Музей Орсе
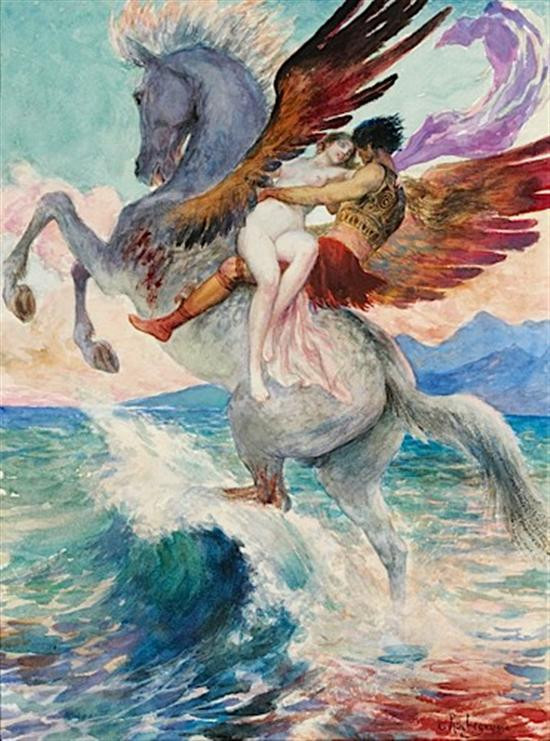
Персей и Андромеда
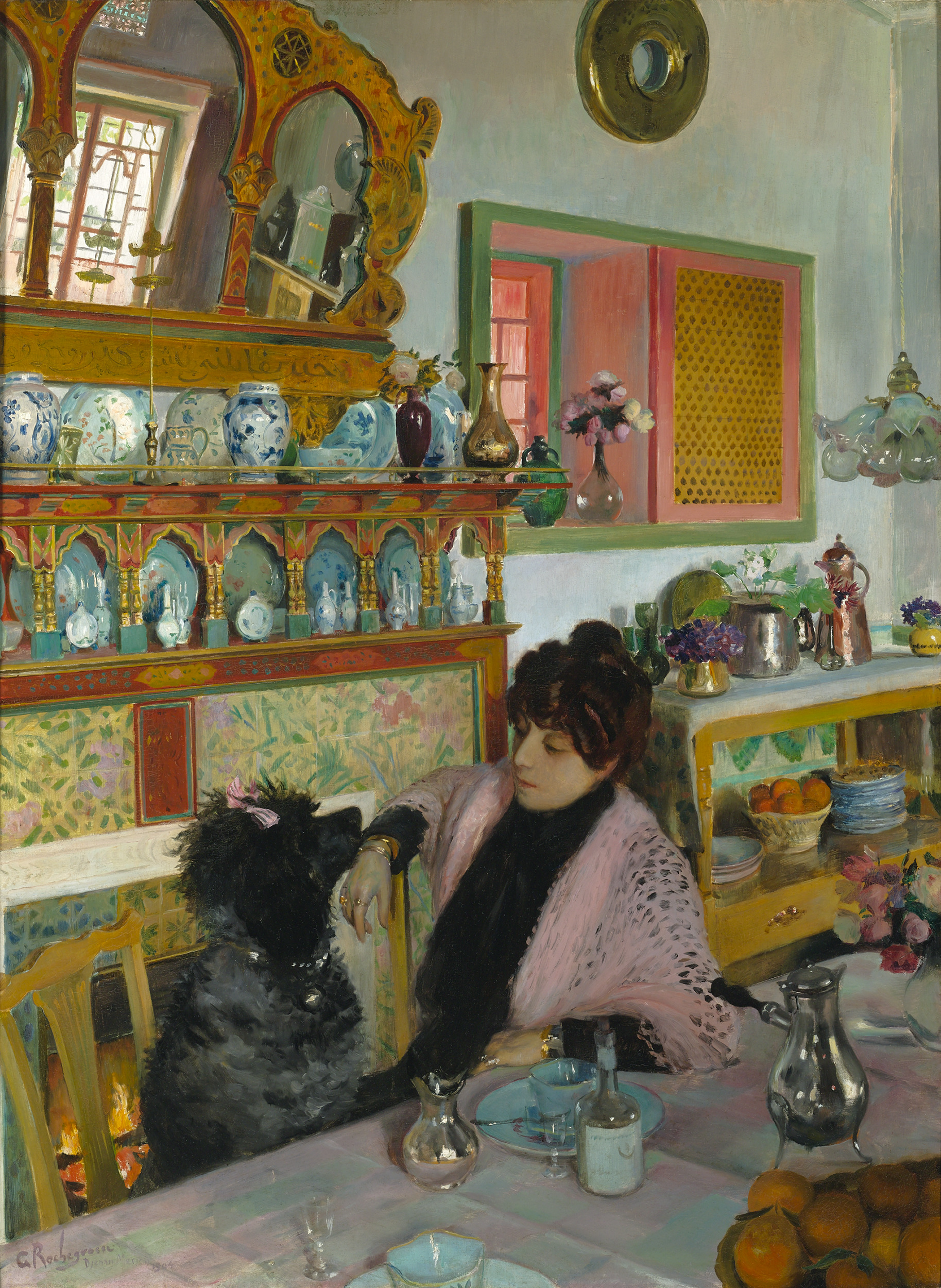
Мари Рошгросс, жена художника, в столовой
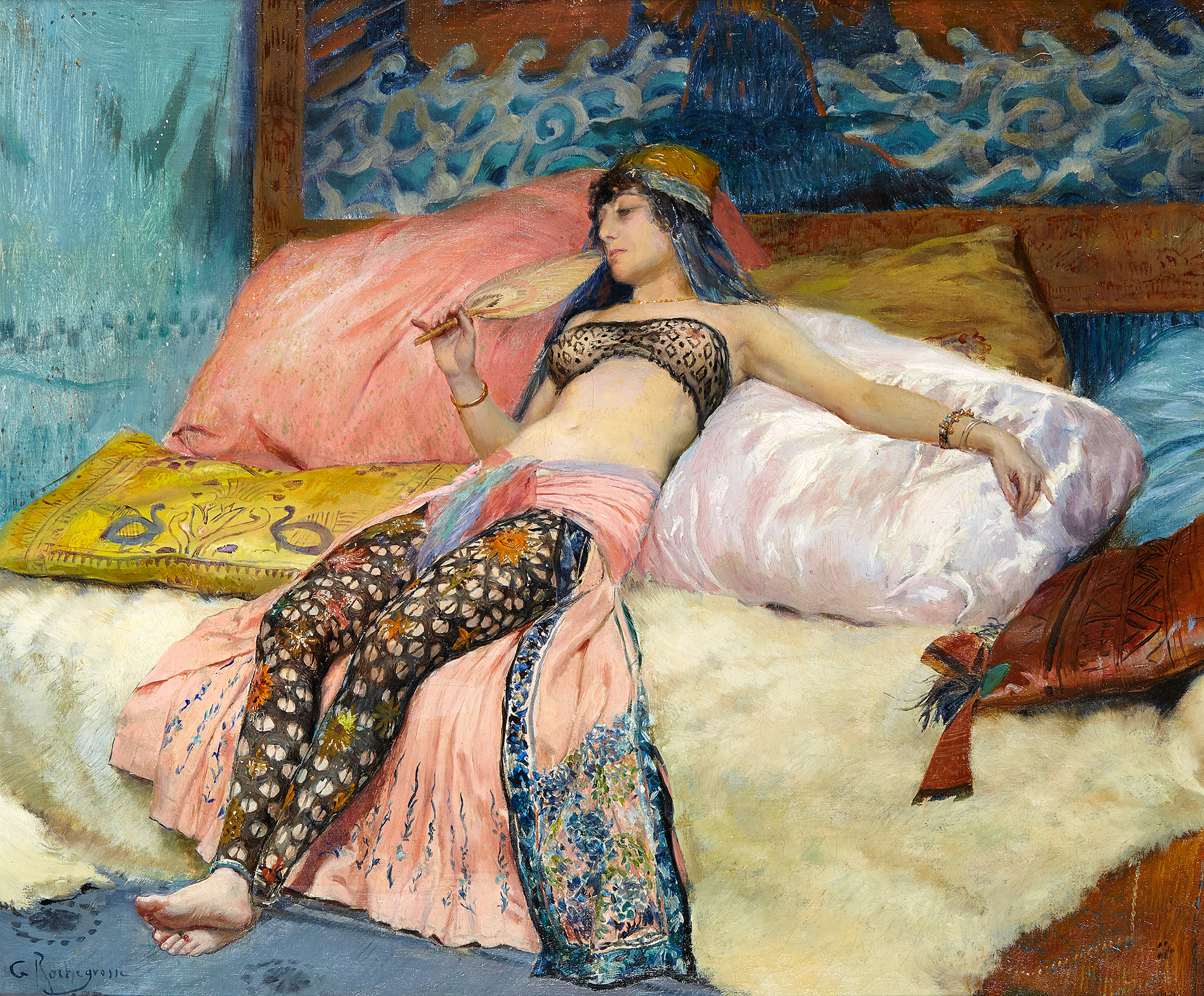
Портрет Сары Бернар
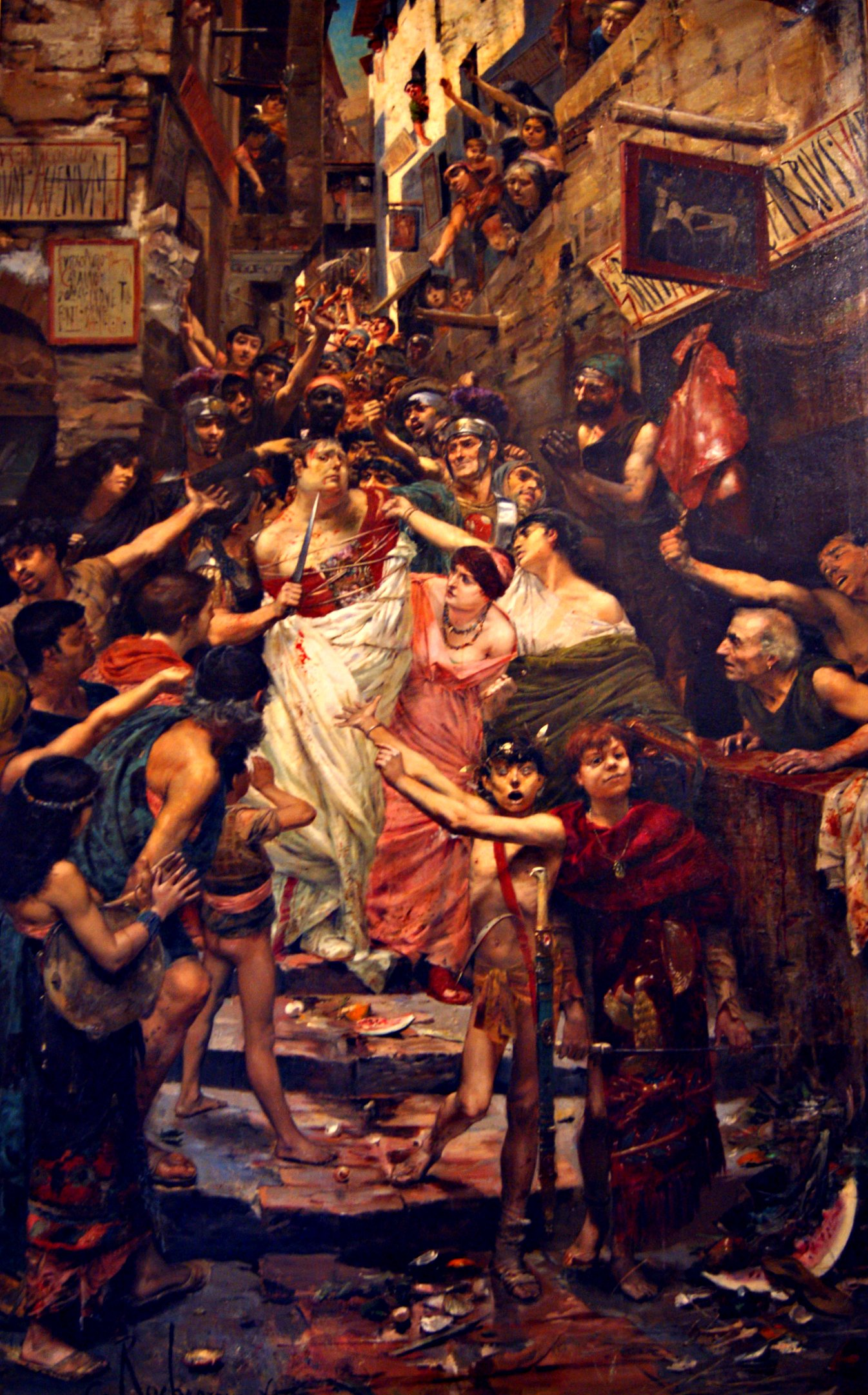
Император Вителлий на улицах Рима
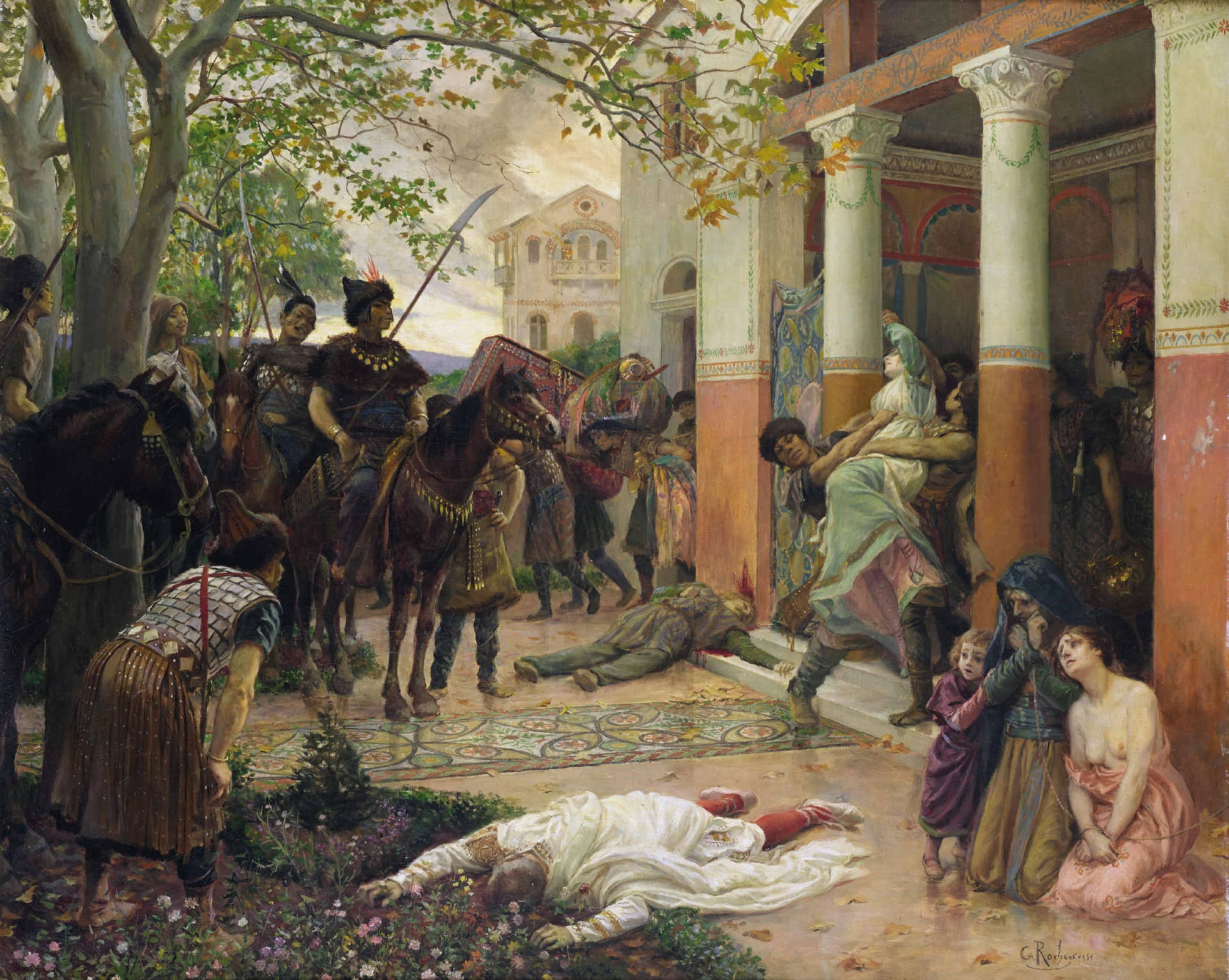
Гунны
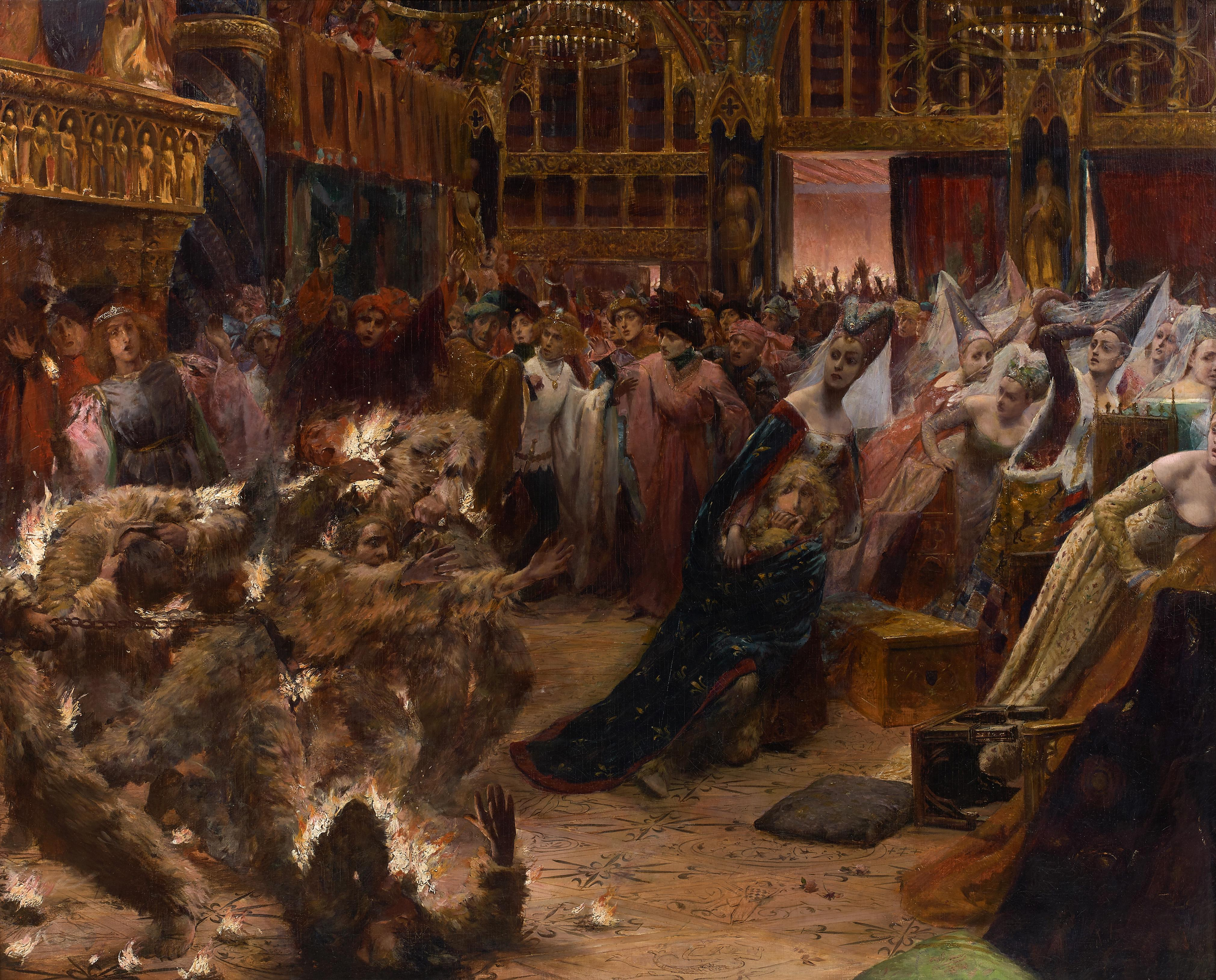
Бал объятых пламенем
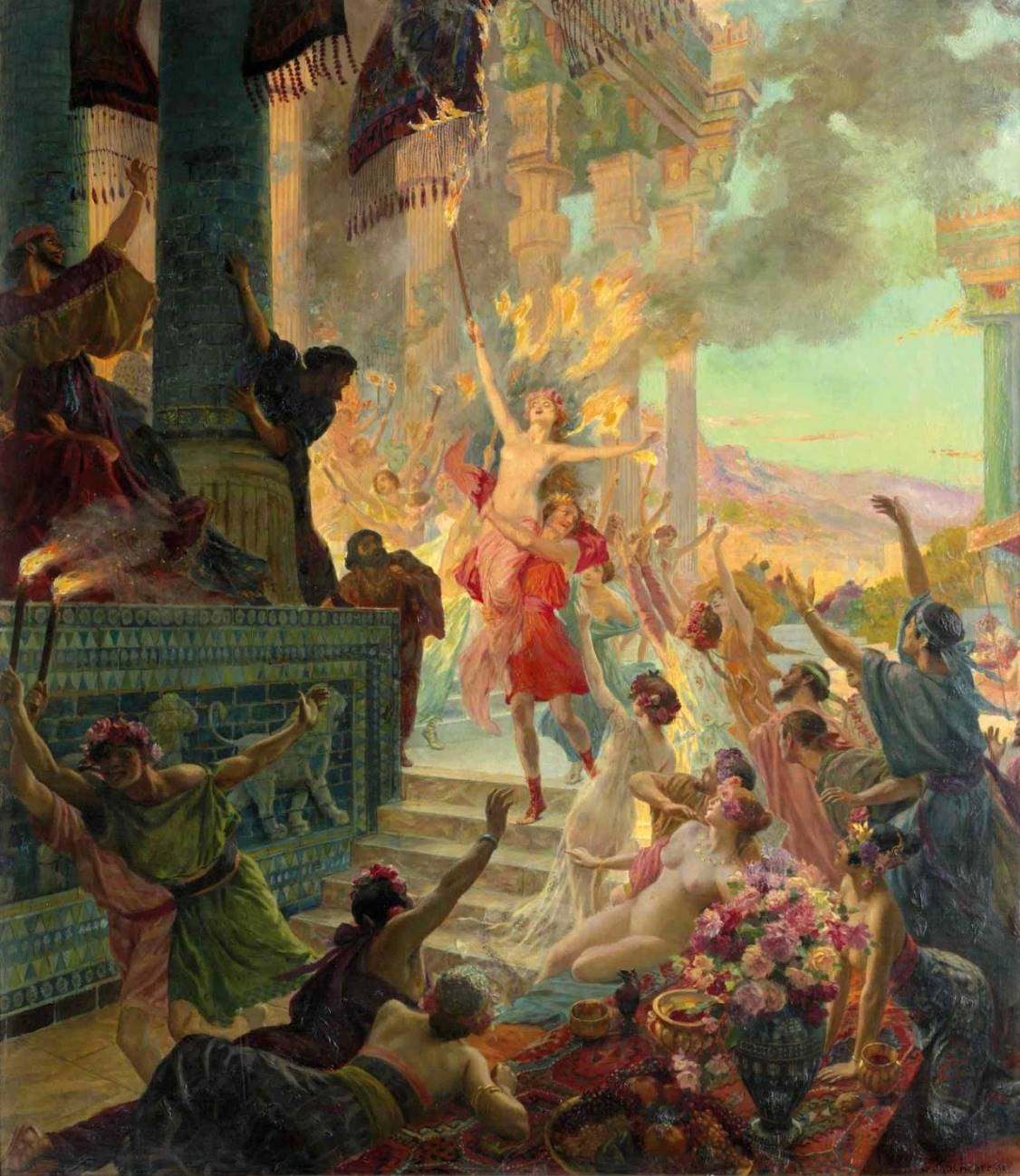
Греки в Персеполе
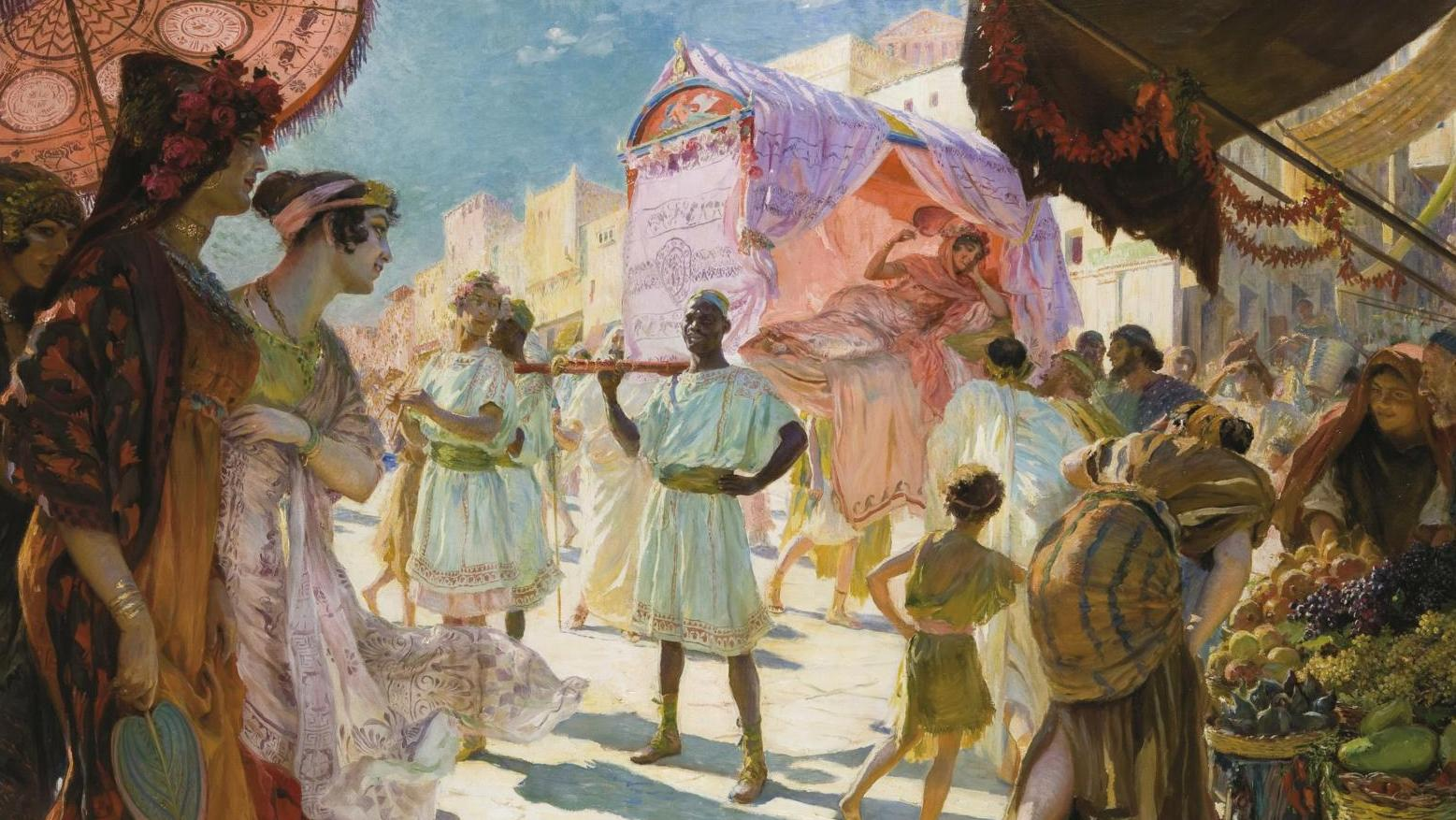
Прогулка гетеры
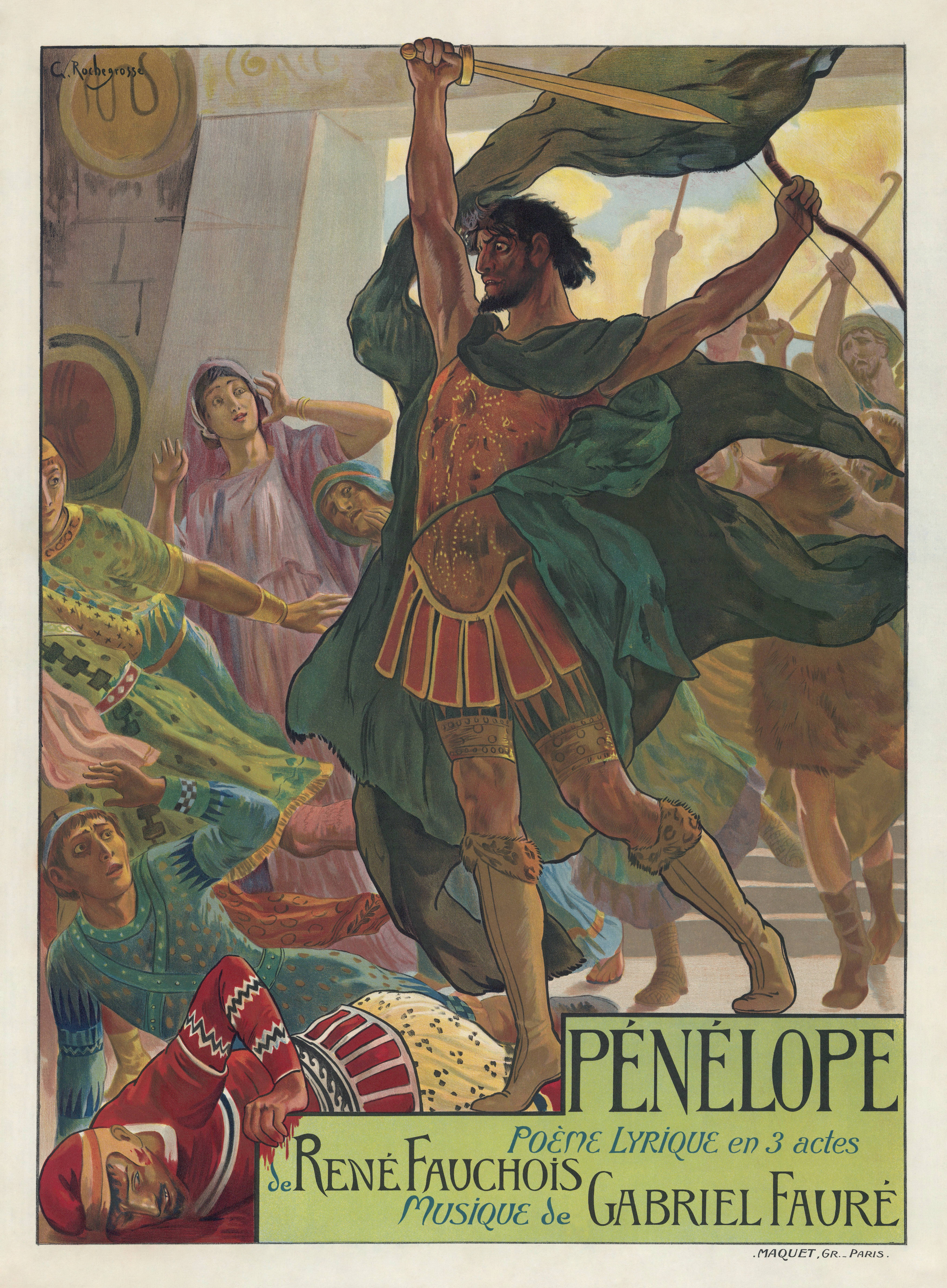
Возвращение Одиссея (Одиссей истребляет женихов Пенелопы)
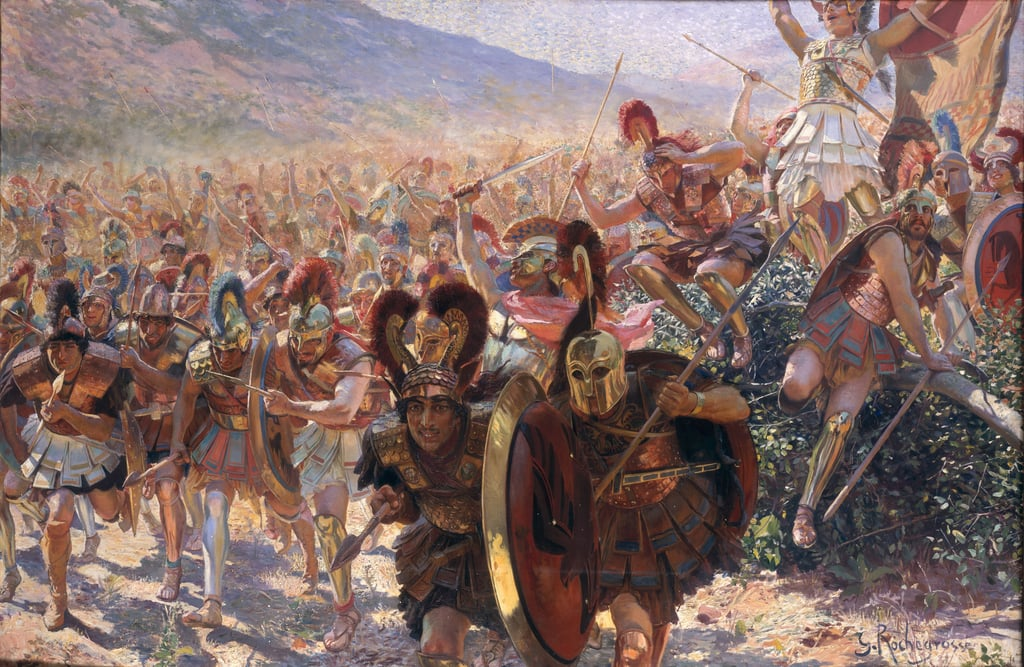
Герои Марафона
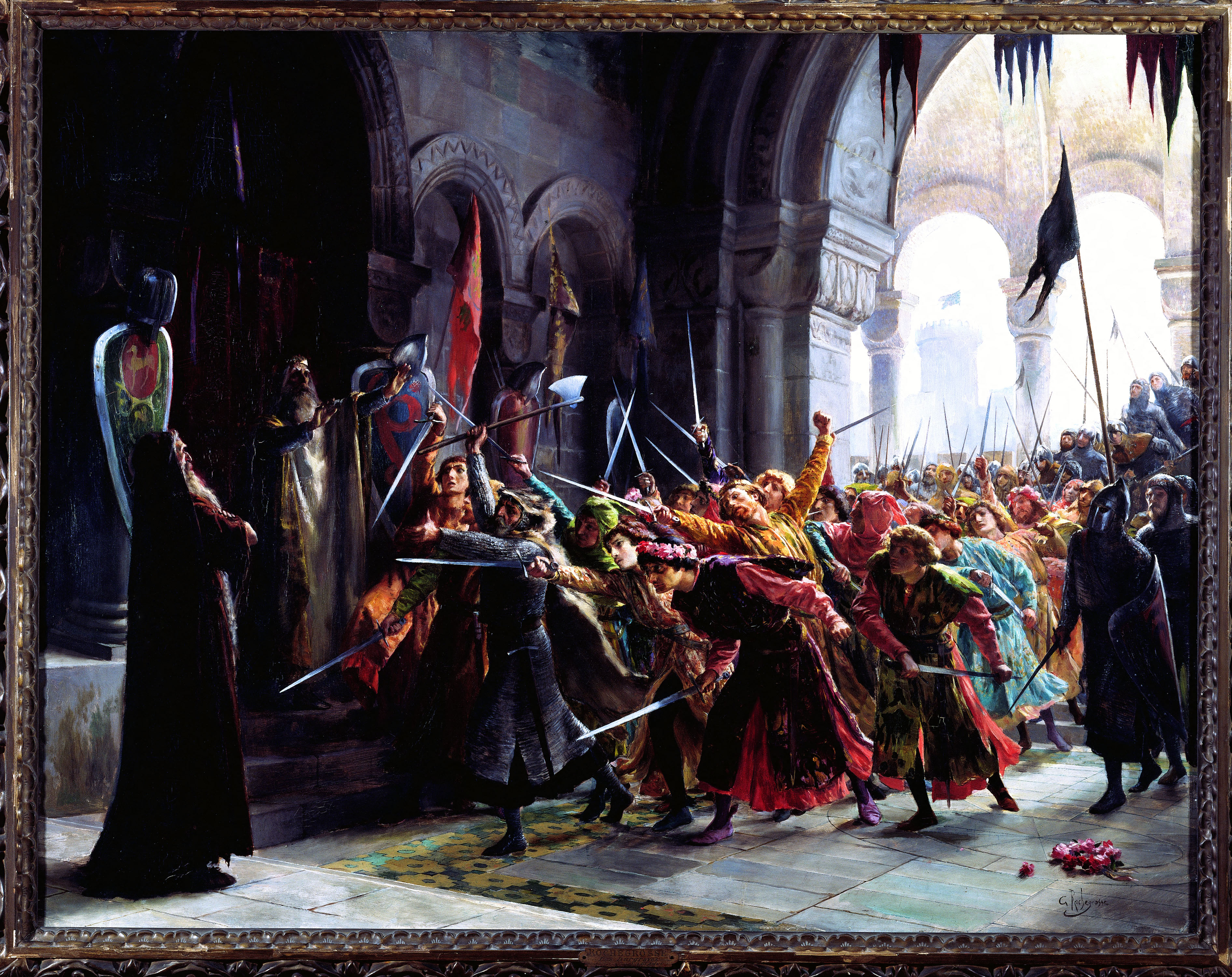
Средневековая сцена (иллюстрация к Виктору Гюго)
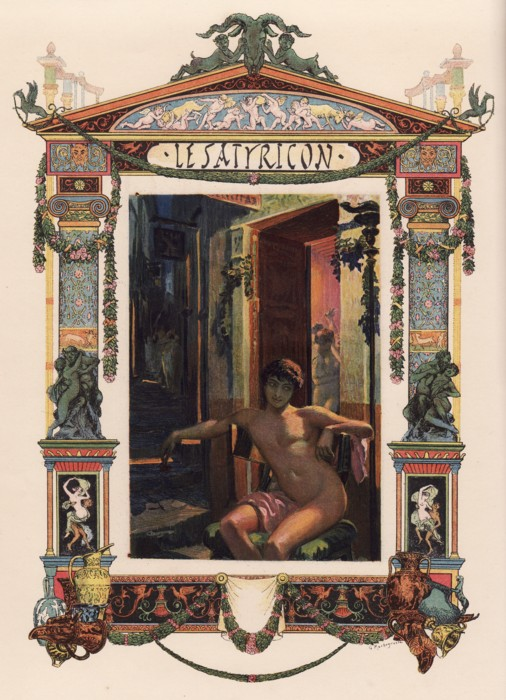
Иллюстрация к «Сатирикону» Петрония
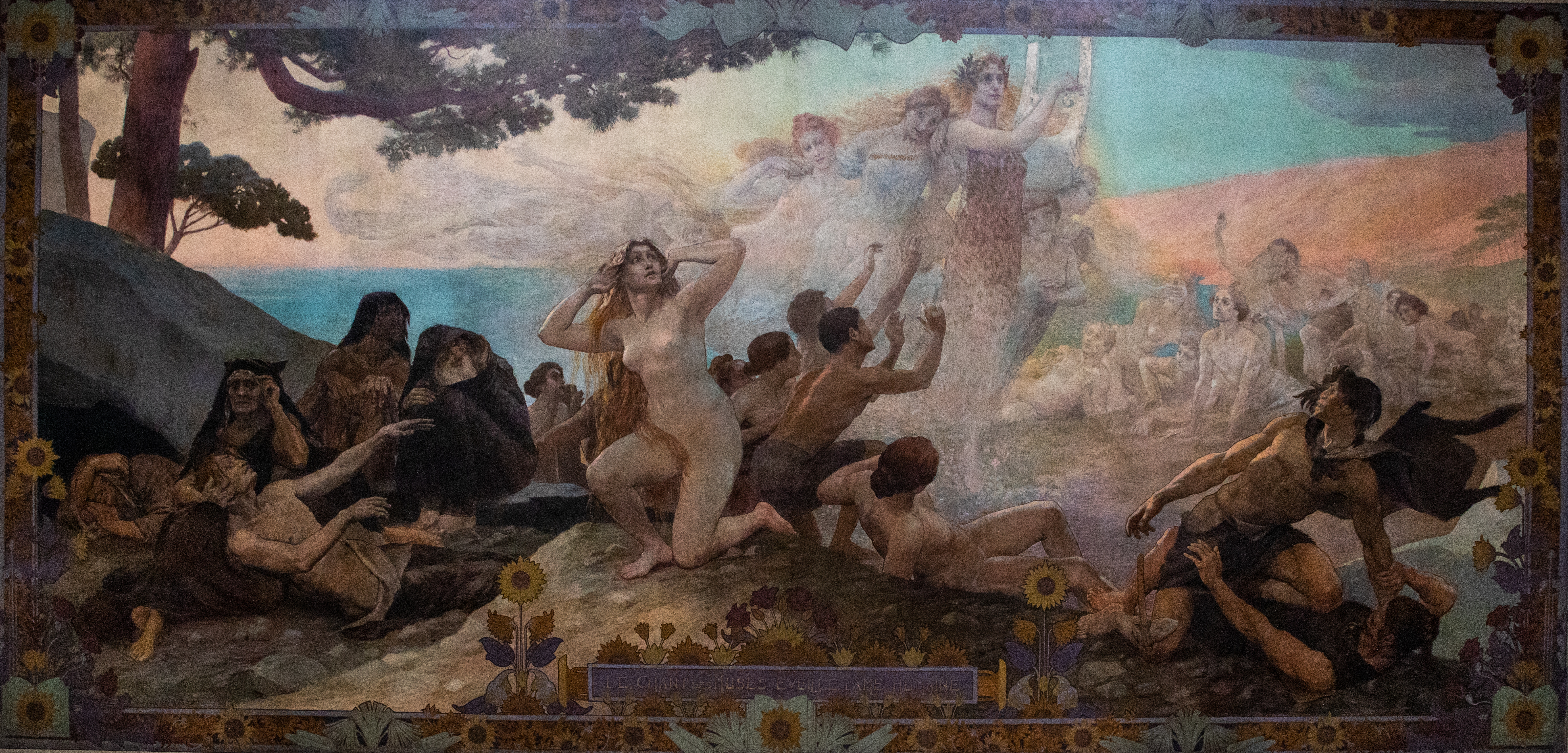
Песня муз пробуждает человеческие души. Фреска
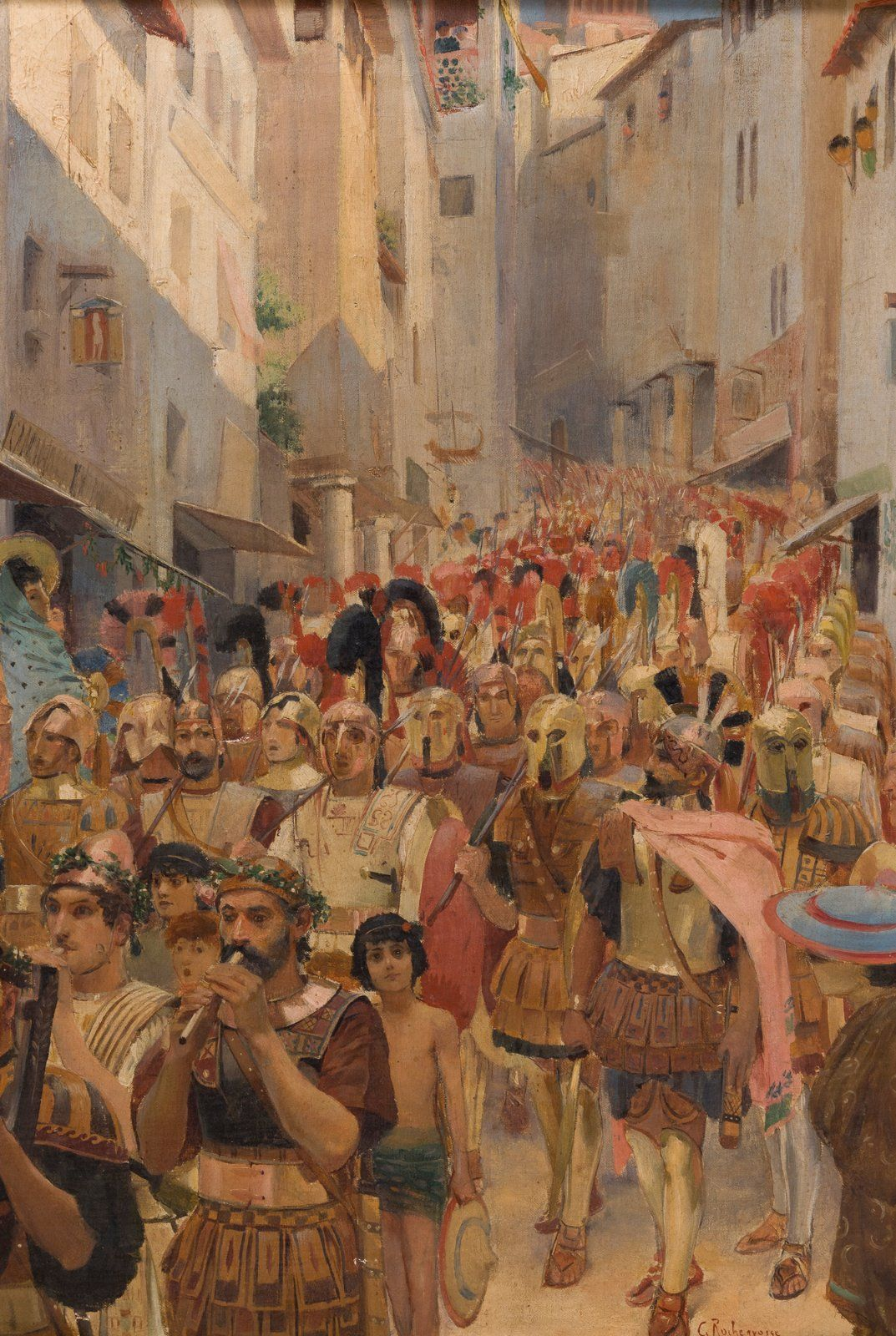
Парад центурионов (иллюстрация к «Саламбо»)
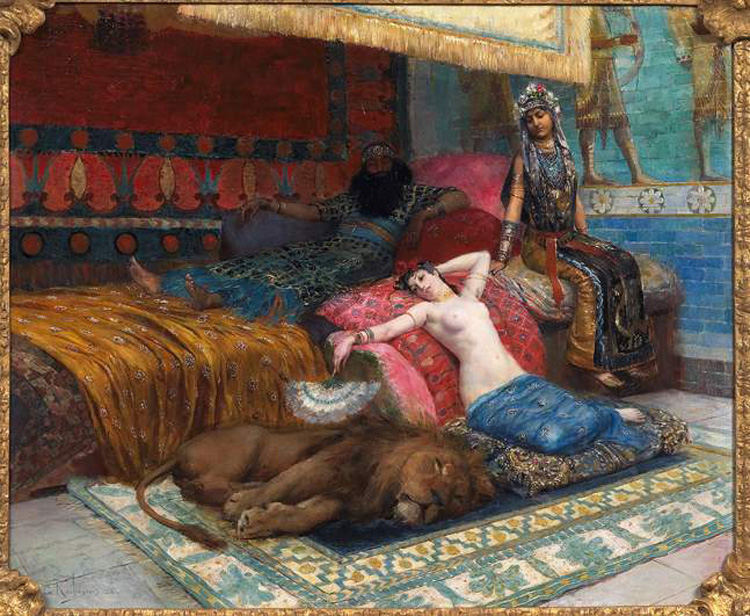
Рабыня и лев.
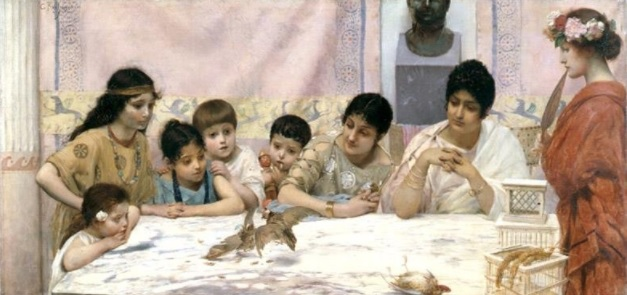
Перепелиный бой.
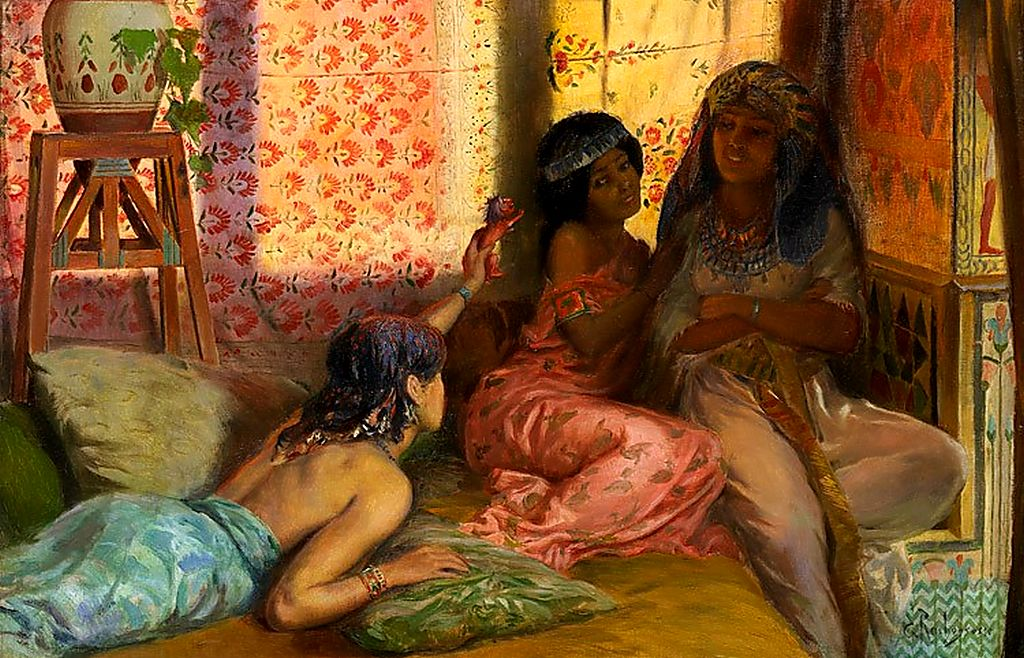
Восточная сцена.